# Pehr Svensson
Petrus (Pehr) Svensson (i riksdagen kallad Svensson i Bondön), född 16 november 1856 i Piteå landsförsamling, Norrbottens län, död där 23 april 1937, var en svensk lantbrukare och riksdagsman.
Svensson var ledamot av Sveriges riksdags andra kammare mandatperioderna 1900–1908, invald i Piteå domsagas valkrets.